# Ахадов, Эльнур Сардар огли
Ельнур Сардар огли Ахадов (род. 13 августа 1995, Тернополь) — украинский гребец-каноист, выступал за национальную сборную Украины по гребле начиная с 2013 года по 2016. Чемпион мира, серебряный и дважды бронзовый призёр чемпионатов Европы, многократный победитель и призёр регат национального значения.

## Биография
Ельнур Ахадов родился 13 августа 1995 года в городе Тернополе . Активно занималься греблей начал в возрасте четырнадцати лет, позже присоединился к физкультурно-спортивному клубу «Химик», обучался в Тернопольском национальном экономическом университете.
Первого серьёзного успеха на взрослом международном уровне добился в сезоне 2013 года, когда вошёл в основной состав украинской национальной сборной и побывал на чемпионате Европы в Познане, откуда привёз награду серебряного достоинства, выигранную в зачёте четырёхместных каноэ на дистанции 1000 метров. Год спустя на европейском первенстве в немецком Бранденбурге повторил это достижение, ещё через год на аналогичных соревнованиях в чешском Рачице вновь стал бронзовым призёром в той же дисциплине. Также в 2015 году выступил на чемпионате мира в Португалии и в составе четырёхместного экипажа стал Чемпионом мира .